# WWS-3 Delphin
WWS-3 Delphin (Delfin) var et ensædet svævefly designet og fremstillet i Polen fra 1936. Det sandsynligvis sidste fly af typen befinder sig i Danmark.

## Udvikling
Wacław Czerwiński designede WWS-3 for at have et - for datiden - højtydende fly til at komplementere svæveflyene W.W.S.1 Salamandra og W.W.S.2 Żaba. Han designede et fly, helt af træ, med glatte og afrundede former der var et resultat af forsøg i vindtunellen på Lwów's tekniske universitet. Et stift flystel, der var optimeret til større flyvehastigheder, gav WWS-3 behagelige flyveegenskaber. Den første prototype blev forsøgt med to forskellige haleplaner; et konventionelt, med separat haleplan og højderor, den anden med fladerne sammenbygget til en elevon. Begge halerne blev evalueret af I.B.T.L. (Instytut Badań Technicznych Lotnictwa – Institut for Flyveteknisk Forskning) i løbet af 1937.
Flyet gik i produktion med elevonen, og blev produceret på to fabrikker, W.W.S. (Wojskowych Warsztatów Szybowcowych - Det Militære Svæveflyværksted) og L.W.L. (Lwówskie Warsztaty Lotnicze – Lwów Flyværksted). Produktionen fortsatte indtil udbruddet af 2.verdenskrig. Der blev produceret ca. 40 fly på WWS-fabrikken, og ca. 30 fly i Lwów.
De selvbærende 'måge'vinger (den inderste tredjedel af vingen har en tydelig dihedral vinkel) er konstrueret som et delt par, har ekstra diagonale spær, og en forkant udført som en krydsfinersbeklædt D-formet torsionsboks. Skroget var konstrueret som en semi-selvbærende (forhudningen bærer belastningen, men der er forstærkende elementer indeni) skalkonstruktion, med en integreret halefinne som bar sideroret, og en elevon som haleplan. En luftaffjedret mede under næsen udgjorde hele understellet.

## Operationel historie
Produktionen fortsatte indtil udbruddet af 2.verdenskrig. Tyskerne angreb Polen den 1. September 1939, USSR angreb den 17. September. Det må formodes at de fleste WWS-3 gik tabt under den Tyske invasion, eftersom Luftwaffe målrettet gik efter at angribe flyvepladserne, med henblik på at ødelægge det polske luftvåben på jorden. De overlevende fly blev stjålet af de tyske og sovjetiske besættelsesstyrker.
Et enkelt eksemplar - muligvis det sidste i verden - blev efterladt i Danmark af de tyske tropper ved besættelsens ophør i 1945. Det var ikke noget godt bytte for os, eftersom tyskerne havde stjålet Forsvarets opmagasinerede Tiger Moth skolefly og Fokker D.XXI jagere.
Den enlige WWS-3 blev ved krigens afslutning fundet på Flyvestation Værløse, sammen med en Alkaflieg München Mü13-D2. Mü13 fik den danske registrering OY-MUX og befinder sig nu, i flyvedygtig stand, ved Dansk Svæveflyvehistorisk klub. Delfinen og OY-MUX forlod angiveligt Værløse lidt før krigens slutning, da nogle danske svæveflyvere kunne se værdien i at få fat i disse to fly; efter sigende blev flyene købt af tyskerne for en halv gris. Flyene blev godt skjult i lang tid, da englænderne systematisk ødelagde alt flyvende materiel som tyskerne havde efterladt.
WWS-3 fik tildelt dansk registrering OY-DYX og tjente i mange år, først ved Birkerød Flyveklub, senere på Bornholm hvor den havarerede 4. August 1963 i Rønne. Flyet er nu under restaurering til flyvedygtig stand ved Dansk Svæveflyvehistorisk Klub.

## Varianter
Der er p.t. kun en kendt variant:
WWS-3 "Delphin"
- Produktionsvariant. Omkring 70 stk. bygget 1937 - 1939. Det præcise antal kan ikke afgøres p.gr. af krigsindvirkning.

## Operatører
Danmark
- Det muligvis sidste overlevende fly, efterladt i Danmark efter 2.verdenskrig. Flyet blev anvendt civilt.

 Polen
- Polens Luftvåben (Polska Wojska Lotnicze i Obrony Powietrznej) - Ca. 70 fly. Anvendelsen ukendt; kan have været militær flyvetræning eller rekreativ flyvning.

 Sovjetunionen
- Sovjetunionens Luftvåben (russisk: Военно-воздушные силы СССР, tr. Vojenno-vozdusjnyje sily SSSR) - Et ukendt antal fly, tilegnet fra Polen. Anvendelsen ukendt.

 Nazi Tyskland
- Nazitysklands luftvåben (Luftwaffe) - Et ukendt antal fly, tilegnet fra Polen. Anvendt til pilottræning, sandsynligvis også til rekreativ flyvning.

## Specifikationer (WWS-3 Delphin)
| Besætning:            | 1 Pilot                                             |                                                     |
| Længde:               | 6,97 m                                              |                                                     |
| Højde:                | 1,70 m                                              |                                                     |
| Spændvidde:           | 16 m                                                |                                                     |
| Vingeareal:           | 20,15 m²                                            |                                                     |
| Vingeprofil:          | Rod: Wortmann FX-05-188 (14% mod), tip:NACA 632 615 | Rod: Wortmann FX-05-188 (14% mod), tip:NACA 632 615 |
| Sideforhold:          | 12.7:1                                              |                                                     |
| Bedste glidetal:      | 21,4 ved 52 km/t (28 knob)                          |                                                     |
| Bedste faldhastighed: | 0,61 m/sek ved 45 km/t (24 knob)                    |                                                     |
| Stallhastighed:       | 39 km/t (21 knob)                                   |                                                     |
| Max. hastighed:       | 200 km/t (108 knob)                                 |                                                     |
| g-begrænsning:        | +5,5 / -?                                           |                                                     |
| Tomvægt:              | 135 kg                                              |                                                     |
| Max. vægt:            | 232 kg                                              |                                                     |